# Kanagadda, Sedam
Kanagadda là một làng thuộc tehsil Sedam, huyện Gulbarga, bang Karnataka, Ấn Độ.